# Nodi
Nodi är ett arrondissement i kommunen Matéri i Benin. Den hade 8 706 invånare år 2002.